# Tchoukball

Piktogramm

Tchoukball ist eine Ballsportart, bei der sich zwei Mannschaften mit je 5–7 Spielern gegenüberstehen. Ziel des Spiels ist es, einen handballähnlichen Ball so auf eine Frame genannte Prallwand zu werfen, dass die gegnerische Mannschaft den Abpraller nicht fangen kann, und so Punkte zu erzielen.

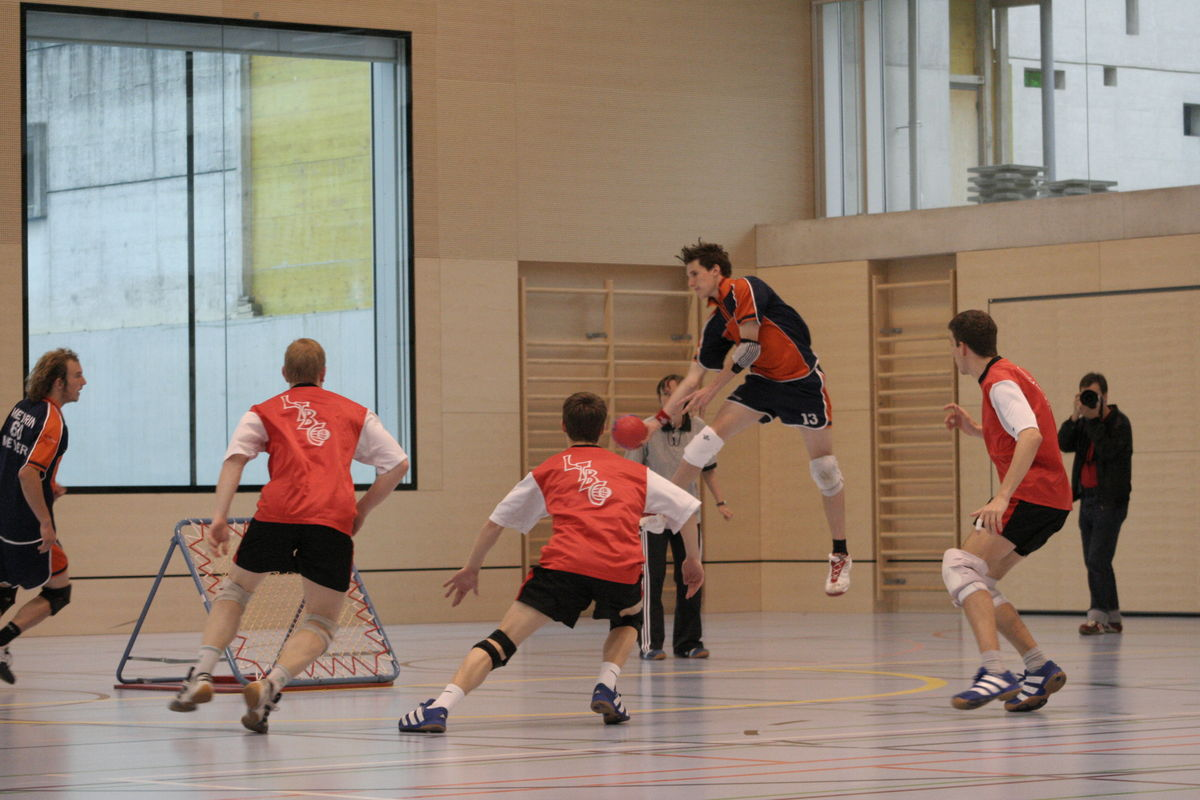
Tchoukballspiel in der Schweiz im Mai 2006

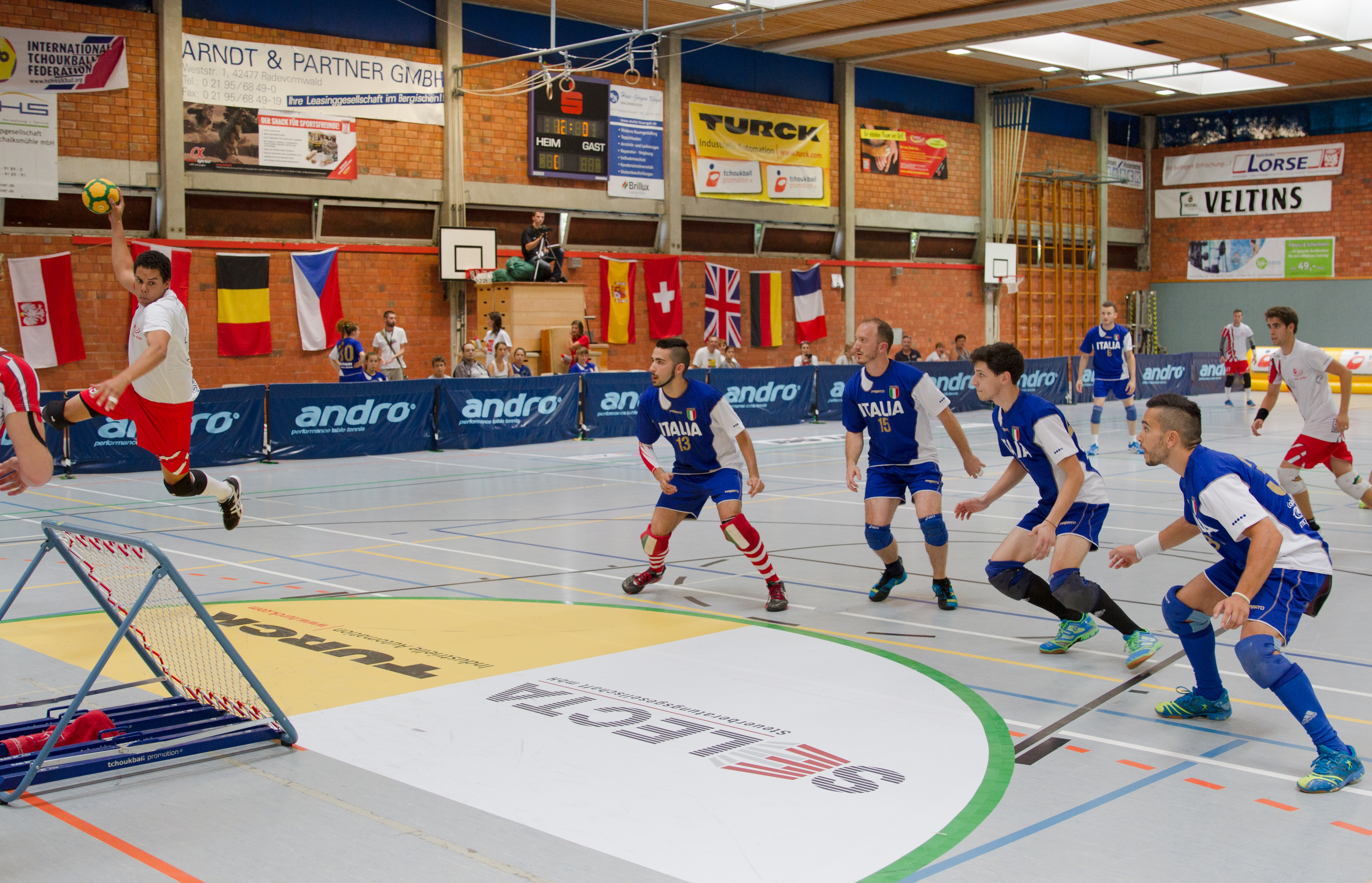
Spiel Schweiz–Italien EM 2014

Das Wort „Tchouk“ leitet sich von dem Geräusch des Balls ab, wenn er das Frame berührt.
Dadurch, dass beide Teams auf beide Frames spielen dürfen, die sich auf den beiden kürzeren Seiten des rechteckigen Feldes gegenüberstehen, ist Tchoukball extrem schnell und intensiv. Beide Mannschaften müssen ständig zwischen Angriff und Verteidigung umschalten, was zu einem sehr abwechslungsreichen Spielverlauf führt.
Gleichzeitig liegt beim Tchoukball der Fokus auf Fair-Play – jeglicher Angriff auf den Gegner oder sein Spiel ist untersagt.
Tchoukball ist eine Hallensportart, prinzipiell kann man es aber überall spielen. Am weitesten verbreitet sind Hallen- und Beachtchoukball, in einigen Ländern wird es aber auch auf Rasen gespielt.

## Entstehung und Verbreitung
Tchoukball wurde in den späten 1960er Jahren von Hermann Brandt, einem Schweizer Sportmediziner, erfunden. Bei seiner Arbeit erkannte er, dass selbst die körperlich stärksten Sportler aufgrund unphysiologischer Bewegungsabläufe dauerhafte Verletzungen bei der Ausübung ihres Sportes davontrugen.
In der Folge entwickelte er einen eigenen Sport, Tchoukball. Neben dem geringeren Verletzungsrisiko hatte Brandt eine weitere Überlegung mit einfließen lassen: Tchoukball als eine Sportart, in der in seinen Augen „eine gültige menschliche Gemeinschaft“ geübt wird. Für Brandt sollte der ideale Sport nicht nur ein Wettkampf sein, sondern in erster Linie Spaß bringen und in einer Umgebung des Respekts und der Toleranz stattfinden. Tchoukball soll dazu beitragen, genau diese Werte weiterzugeben. Deswegen schuf Brandt gleichzeitig ein Dokument, in dem die Grundhaltung der Sportart und der Spieler umrissen werden sollten, die Tchoukball-Charta.
Für die Entwicklung des Tchoukballs erhielt Brandt 1970 in Barcelona den Thulin-Preis der Federation Internationale D'Education Phisique (FIEP). Deren damaliger Vorsitzender John Andrews war es auch, der Tchoukball in vielen Ländern bekannt machte.

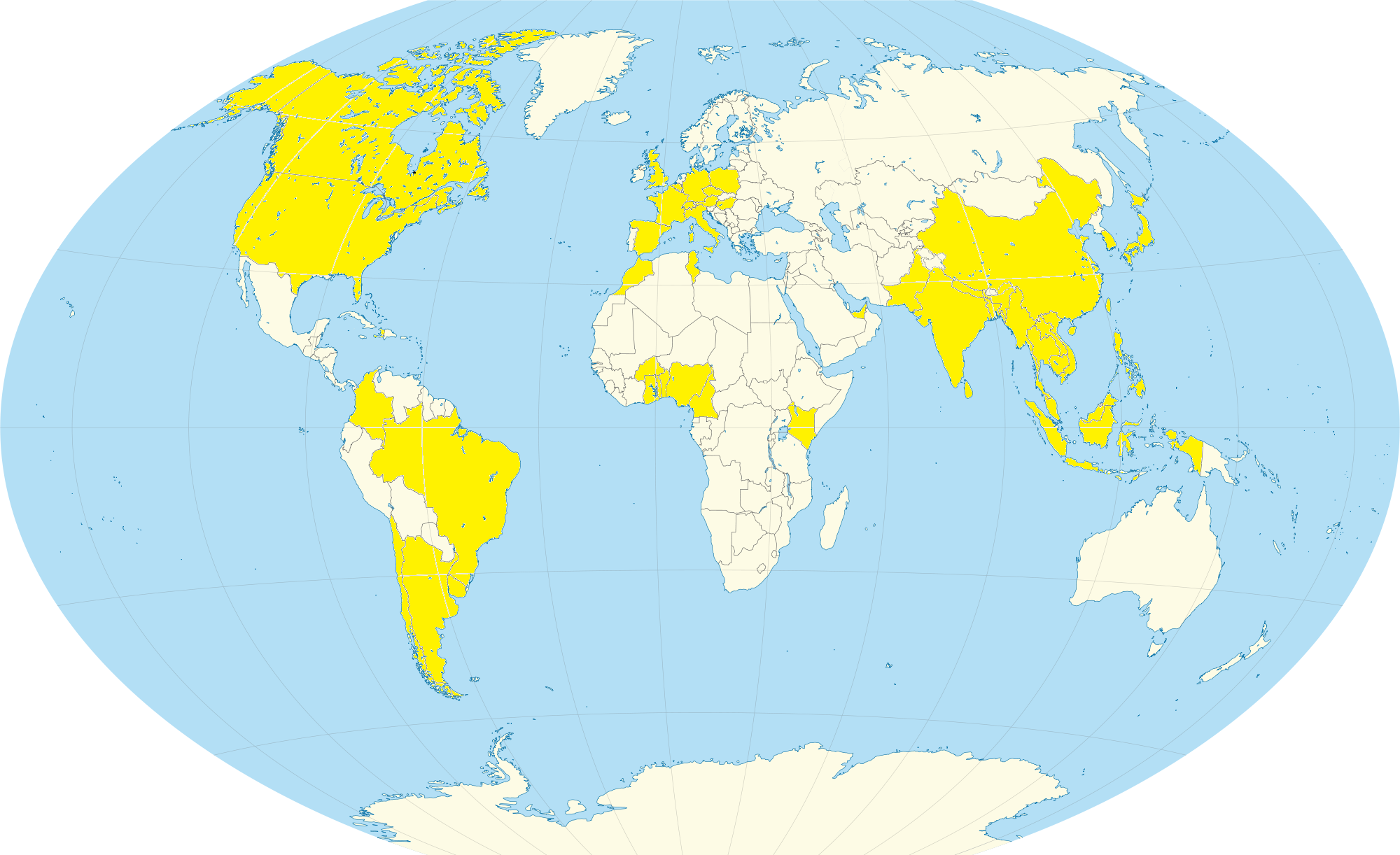
Verbreitung Tchoukball Stand 04/2014

Anklang fand dieser neue Sport vor allem in Taiwan, wo es rasch zu einem Schul- und Universitätssport wurde, was Taiwans besondere Rolle in der heutigen Tchoukballwelt erklärt. Teams aus Taiwan sind bis heute die großen Favoriten auf jedem Turnier.
Mittlerweile wird Tchoukball in vielen Teilen der Welt gespielt. An der World Tchoukball Championship 2011 in Ferrara, Italien nahmen Teams aus den europäischen Staaten Italien, Schweiz, Großbritannien, Österreich, Deutschland, Tschechien, Frankreich und Spanien teil sowie Mannschaften aus Taiwan, Singapur, Hongkong, den Philippinen und Brasilien, viele davon auch mit Damenmannschaften.

## Organisation
| Verband | Präsident             | Datum     |
| ------- | --------------------- | --------- |
| FITB    | Chris Huang           | seit 2013 |
| ETBF    | Chiara Volonté        | seit 2014 |
| DTBV    | Karin de Laporte      | 2010–2013 |
|         | Thomas Langescheid    | 2013–2021 |
|         | Sylvia Zoch           | seit 2021 |
| ATBF    | Gernot Türk           |           |
| FSTB    | David Sandoz          | 2011–2015 |
|         | Pierre-Alain Girardin | seit 2015 |

Tchoukball ist international in der Federation Internationale de Tchoukball (FITB) organisiert. Diese wurde 1971 durch Vertreter aus der Schweiz und Frankreich gegründet. Erster Präsident war bis zu seinem Ableben Hermann Brandt. Als Mitglieder der FITB sind aktuell 36 nationale Verbände von 4 Kontinenten gemeldet.
Seit März 2014 existiert ein europäischer Dachverband, der die nationalen Verbände in sich vereint und von nun an für europäische Belange zuständig ist. Die European Tchoukball Federation (ETBF) ist Mitglied des FITB.
Aufgrund der geographischen Größe Deutschlands bildeten sich hier bereits erste Landesverbände. Mit dem TTBV wurde 2012 der Thüringer Landesverband gegründet.
Der European Winners' Cup (EWC) stellte bis einschließlich 2015 eine Besonderheit dar. Die Landesmeister aus den europäischen Ligen wurden vom jeweiligen Organisationskomitee eingeladen, um bei einem Turnier die beste Tchoukball-Mannschaft auf Clubebene zu ermitteln. Die Vergabe des Austragungsortes für das Folgejahr wurde üblicherweise unter den teilnehmenden Teams vereinbart. Der Turniermodus und die Zulassungskriterien lagen vollständig in Händen des jeweiligen Organisationskomitees. Seit 2016 hat der ETBF die Verantwortung für den EWC übernommen. Clubs der Mitgliedsländer können sich um die Austragung bewerben. Der Verband hat Regeln für die Qualifikation festgeschrieben, und für die Gestaltung des Spielplanes ist dessen Technische Kommission verantwortlich.
| Jahr | Austragungsort         | Sieger                  |
| ---- | ---------------------- | ----------------------- |
| 2008 | Ferrara                | TBC Lausanne            |
| 2009 | Lausanne               | TBC Lausanne            |
| 2010 | Saronno                | Saronno Comets          |
| 2011 | Wels                   | Saronno Comets          |
| 2012 | Lazne Belohrad         | Saronno Castor          |
| 2013 | Leeds                  | RuckTchouk Traiskirchen |
| 2014 | Neuchâtel/Neuenburg    | RuckTchouk Traiskirchen |
| 2015 | Saronno                | RuckTchouk Traiskirchen |
| 2016 | Rybnik                 | RuckTchouk Traiskirchen |
| 2017 | Erfurt                 | Saronno Tchoukball Club |
| 2018 | Traiskirchen           | Ferrara Bulls           |
| 2019 | Radevormwald           | RuckTchouk Traiskirchen |
| 2020 | Ausfall wegen Covid-19 | Ausfall wegen Covid-19  |
| 2021 | Ausfall wegen Covid-19 | Ausfall wegen Covid-19  |
| 2022 | Warschau               | Saronno                 |
| 2023 | Ferrara                | Ferrara Bulls           |
| 2024 | Wuppertal              | Düsseldorf Vikings      |

## Regelgrundlagen

### Spielfeld

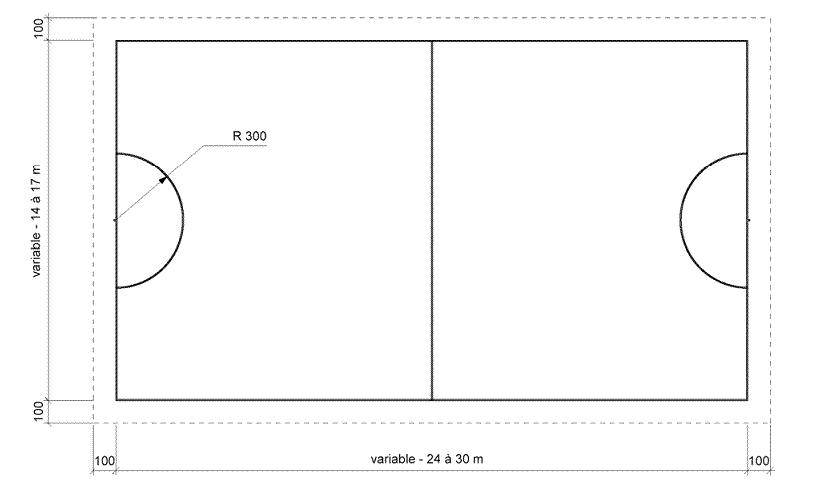
Spielfeld

Laut offiziellen Spielregeln des FITB (internationaler Tchoukballverband) ist das Feld rechteckig und misst im Hallenbereich 26 bis 29 m Länge und 15 bis 17 m Breite. Auch das kann in offenen Turnieren variieren. Das Frame steht in der Mitte der kürzeren Seite außerhalb des Spielfelds, ist um 55° geneigt und ist 1 m breit und lang. Seine Vorderseite berührt die Grundlinie. Um das Frame der Grundlinie ist ein Halbkreis mit einem Radius von 3 m gezogen – die sogenannte „verbotene Zone“.

### Punkte
Ein Spieler erzielt einen Punkt für seine Mannschaft, wenn
- er den Ball auf den Frame wirft, so dass ihn kein Spieler auffangen kann, bevor er den Boden außerhalb der verbotenen Zone berührt.

Ein Spieler erzielt einen Punkt für die gegnerische Mannschaft, wenn
- er den Frame beim Wurf verfehlt
- der Ball nach dem Abwurf außerhalb des Feldes aufprallt
- ihn der Ball nach dem Aufprall wieder berührt
- der Ball oder der Spieler vor oder nach dem Aufprall die verbotene Zone betritt

### Spielzeit
Die Dauer eines offiziellen Tchoukballspiels ist 3 × 15 Minuten. Bei offenen Turnieren wird die Spieldauer meist verringert, ein Spielabschnitt dauert jedoch meist maximal 15 Minuten.

### Mannschaften
Eine Tchoukballmannschaft besteht aus maximal 12 Spielern, von denen in offiziellen Hallenspielen 7 auf dem Platz stehen, und 5 eingewechselt werden dürfen. Auswechselungen dürfen nur unmittelbar nach einem Punkt beider Mannschaften stattfinden, es gibt jedoch keine Begrenzungen für die Häufigkeit.

### Schiedsrichter
Für offizielle Wettkämpfe werden am Feld 3 Schiedsrichter benötigt. Je einer, der an seinem jeweiligen Frame steht, und einer, der an der langen Seite des Feldes dem Spiel folgt. Letzterer hat das Recht, die anderen beiden Schiedsrichter zu überstimmen.

### Ballführung
Wenn ein Spieler den Ball hält, ist sein Bewegungsspielraum begrenzt. Er darf ab dem Moment des ersten Ballkontaktes drei Mal den Boden berühren. Wenn der Ball im Stehen gefangen wird, gilt dies als der erste Bodenkontakt. Wenn der Ball im Sprung gefangen wird und der Spieler mit beiden Füßen landet, gilt dies als zwei Bodenkontakte. Der Spieler darf den Ball nicht fallen lassen, und er hat für seine Aktion maximal 3 Sekunden Zeit.
Innerhalb der Mannschaft darf der Ball nach dem Anwurf von der Grundlinie höchstens drei Mal zugespielt werden, bis ein Abschluss auf das Frame erfolgt.
In einer ununterbrochenen Spielsituation darf der Abschluss außerdem maximal drei Mal nacheinander auf dasselbe Frame erfolgen.

## Tchoukball im deutschsprachigen Raum

### Deutschland
Seit 2010 gibt es eine offizielle Deutsche Tchoukball-Meisterschaft. Die Tchoukball-Abteilung des TuS Oeckinghausen in Halver dominierte lange die deutsche Liga, da hier diese Sportart wiederentdeckt wurde. Weitere Mannschaften entwickelten sich zeitgleich oder etwas später. Tchoukball wird heute vereinsorganisiert in Bayern, Nordrhein-Westfalen, Thüringen und Mecklenburg-Vorpommern gespielt. Am 9. Juli 2023 wurde Tchoukball in einem Kurzbeitrag im ZDF-Fernsehgarten einer breiten Öffentlichkeit präsentiert.
Die beste Platzierung einer deutschen Nationalmannschaft bei einer Weltmeisterschaft erreichte das Team der M18 (Maximum 18 Jahre) männlich bei der Jugend Weltmeisterschaft 2019 in Singapur (Platz 3).
Die beste Platzierung einer deutschen Nationalmannschaft bei einer Europameisterschaft erreichte das Team der M18 männlich bei der Jugend-Europameisterschaft 2018 in Castellanza (Platz 2).
Die beste Platzierung einer deutschen Nationalmannschaft im Erwachsenenbereich erreichte das Damen-Team bei der Europameisterschaft 2024 in Ferrara (Platz 3).
| Jahr | Austragungsort         | Deutscher Meister                     | Platz 2                | Platz 3                  | Platz 4                  |
| ---- | ---------------------- | ------------------------------------- | ---------------------- | ------------------------ | ------------------------ |
| 2010 | Halver                 | TB Halver M 1                         | TB Halver W            | TB Halver M 2            | SG Urbich                |
| 2011 | Weimar                 | TB Halver M                           | TB Halver W            | SG Pädagogik Jena        | ASC Weimar I             |
| 2012 | Weimar                 | TB Halver I                           | TB Halver II           | TSV Zorneding I          | ASC Weimar I             |
| 2013 | Erfurt                 | Tchoukball Halver I                   | Tchoukball Halver II   | ASC Weimar               | TSV Zorneding            |
| 2014 | Weimar                 | TuS Oeckinghausen I                   | TuS Oeckinghausen II   | ASC Weimar               | TSV Zorneding            |
| 2015 | Zorneding              | BTV Aachen                            | TuS Oeckinghausen      | TSV Zorneding            | TuS Oeckinghausen U18    |
| 2016 | Essen                  | TuS Oeckinghausen I                   | ASC Weimar I           | TSV Zorneding            | TuS Oeckinghausen II     |
| 2017 | Weimar                 | TuS Oeckinghausen                     | ASC Weimar I           | Lenneper TG              | SG Urbich I              |
| 2018 | Düsseldorf             | TuS Oeckinghausen I                   | ASC Weimar I           | TBH Düsseldorf           | TuS Oeckinghausen II     |
| 2019 | Erfurt                 | TuS Oeckinghausen                     | TBH Düsseldorf I       | ASC Weimar I             | ASC Weimar II            |
| 2020 | Ausfall wegen Covid-19 | Ausfall wegen Covid-19                | Ausfall wegen Covid-19 | Ausfall wegen Covid-19   | Ausfall wegen Covid-19   |
| 2021 | Ausfall wegen Covid-19 | Ausfall wegen Covid-19                | Ausfall wegen Covid-19 | Ausfall wegen Covid-19   | Ausfall wegen Covid-19   |
| 2022 | Weimar                 | Vikings Düsseldorf (TBH Düsseldorf I) | ASC Weimar I           | TuS Oeckinghausen        | Lions Lennep (Remscheid) |
| 2023 | Düsseldorf             | Vikings Düsseldorf                    | ASC Weimar I           | Lions Lennep (Remscheid) | TuS Oeckinghausen        |
| 2024 | Wuppertal              | Vikings Düsseldorf                    | Lions Lenneper         | TSV Zorneding            | Düsseldorf Lions         |

### Schweiz
Tchoukball wurde in der Schweiz entwickelt. Sie ist das Land mit der größten Tradition und der am besten organisierten Vereins- und Verbandsstruktur. Ebenso ist die Schweiz in der Ausbildung vorbildlich, denn Tchoukball ist im offiziellen Sportprogramm von „Jugend und Sport“ dabei und kann somit vorhandene Strukturen für die Trainerausbildung und für Kadertrainings der Nationalteams nutzen, aber auch für die Abhaltung zahlreicher internationaler Turniere. So fand auch das erste internationale Tchoukballspiel in der Schweiz statt. Genf war seit der Gründung 1970 bis zum Jahr 2009 Sitz des Internationalen Tchoukballverbandes.
Hier finden sich die meisten Tchoukball-Mannschaften innerhalb eines europäischen Landes. Zwar wird Tchoukball vorwiegend in der Romandie gespielt, jedoch gibt es inzwischen auch wieder Teams in der Deutschschweiz, das erste Deutschschweizer Team waren dabei die Wizards Sports aus Winterthur. Eine Meisterschaft gibt es im Land seit 1993 und wird vom Schweizerischen Tchoukball-Verband organisiert. Sie ist zurzeit in zwei Stärkeklassen unterteilt. Seit einigen Jahren gibt es auch den Schweizer Cup. Die Auslosung dazu erfolgte zuletzt im Rahmen des größten Tchoukball-Hallenturniers Europas, den „Geneva Indoors“. Die Geneva Indoors fanden 2019 bereits zum 23. Male statt.

### Österreich
Die österreichische Tchoukball-Tradition geht auf die Mitte der 1970er Jahre zurück. Damals wurden Sporterzieher auf Sommerkursen an der Universität Graz von John Andrews und Heinz Rekla in den Sport eingeführt. Viele damalige Studenten haben Tchoukball in ihr Programm als Sportlehrer eingebaut, allerdings Spielidee, Spielregeln und sogar den Namen verändert. In den 1980er Jahren wurde Tchoukball in seiner richtigen Form in Vorarlberg gespielt. Erst im tropischen Sommer 2003 wurde Tchoukball, diesmal in der Nähe von Wien, zum dritten Mal entdeckt. Die Sportunion Traiskirchen bildete dann ab Herbst 2003 eine Sektion Tchoukball. 2004 wurde daraus der Verein RuckTchouk Traiskirchen als eigenständige Organisation. 2009 führte die Initiative eines Sporterziehers zur Gründung des Vereins Tchoukdevils Wels. Seither werden Meisterschaften ausgetragen. Die Hochburg ist RT Traiskirchen, die als Serienmeister zwischen 2013 und 2016 den European Winners Cup viermal gewinnen konnten, 2019 folgte dann der fünfte und bisher letzte Erfolg. 2007 wurde das Team von TB04 Möllersdorf gegründet. 2011 kamen TB Phoenix Baden/Traiskirchen und CowTchouk Wels dazu. Mit den Teams ATUS Sharks Gumpoldskirchen, Tchoukangels Oberwaltersdorf und TB Wombats OBW ist die aktuelle Teilnehmerliste an Bundesmeisterschaften komplett.

## Tchoukball International

### Weltweite Meisterschaften
1984 wurden in Taiwan die ersten World Tchoukball Championships (WTC) ausgetragen. Damals nahmen sechs Nationen aus zwei Kontinenten teil. Mittlerweile kommen zum WTC Mannschaften von vier Kontinenten zusammen, um sich zu messen.
| Jahr | Wettbewerb                     | Gastgeberland          | Sieger der Männer      | Sieger der Frauen      |
| ---- | ------------------------------ | ---------------------- | ---------------------- | ---------------------- |
| 1984 | World Tchoukball Championships | Taiwan                 | Taiwan                 | –                      |
| 1987 | World Tchoukball Championships | Schweiz                | Taiwan                 | Taiwan                 |
| 1989 | World Games (Tchoukball)       | Deutschland            | Frankreich             | Taiwan                 |
| 1990 | World Tchoukball Championships | Vereinigtes Königreich | Vereinigtes Königreich | Vereinigtes Königreich |
| 2000 | World Tchoukball Championships | Schweiz                | Taiwan                 | Taiwan                 |
| 2002 | World Tchoukball Championships | Vereinigtes Königreich | Taiwan                 | Taiwan                 |
| 2004 | World Tchoukball Championships | Taiwan                 | Schweiz                | Taiwan                 |
| 2007 | World Tchoukball Invitationals | Taiwan                 | Taiwan                 | Taiwan                 |
| 2009 | World Games                    | Taiwan                 | Taiwan                 | Taiwan                 |
| 2011 | World Tchoukball Championships | Italien                | Taiwan                 | Taiwan                 |
| 2015 | World Tchoukball Championships | Taiwan                 | Taiwan                 | Taiwan                 |
| 2019 | Word Tchoukball Championships  | Malaysia               | Taiwan                 | Taiwan                 |
| 2023 | World Tchoukball Championships | Tschechien             | Taiwan                 | Schweiz                |

Ab dem Jahr 2011 wurden auch eigene Jugend-Turniere veranstaltet.
| Jahr | Wettbewerb                                 | Gastgeberland | Sieger M U-18 | Sieger F U-18 | Sieger M U-15 | Sieger F U-15 | Sieger M U-12 | Sieger F U-12 |
| ---- | ------------------------------------------ | ------------- | ------------- | ------------- | ------------- | ------------- | ------------- | ------------- |
| 2011 | World Youth Tchoukball Championships       | Österreich    | Italien       | Taiwan        | Singapur      | Italien       | Taiwan        | –             |
| 2013 | World Youth Beach Tchoukball Championships | Taiwan        | Taiwan        | Taiwan        | Taiwan        | Taiwan        | Taiwan        | –             |
| 2015 | World Youth Tchoukball Championships       | Singapur      | Taiwan        | Singapur      | Taiwan        | Taiwan        | Taiwan        | Singapur      |
| 2019 | World Youth Tchoukball Championships       | Singapur      |               |               |               |               |               |               |
| 2023 | World Youth Tchoukball Championships       | Singapur      |               |               |               |               |               |               |

### Europameisterschaften
2003 wurden in Italien die ersten European Tchoukball Championships (ETC) ausgetragen. Damals nahmen acht Mannschaften aus fünf Nationen teil. 2014 waren es in Radevormwald (Deutschland) 19 Mannschaften aus elf Nationen. 2016 in Jičín (Tschechische Republik) waren erstmals Nachwuchsteams am Start, dadurch stieg die Zahl der Mannschaften auf 31, obwohl nur neun Nationen vertreten waren.
| Wettbewerb                            | Gastgeber                        | Sieger der Männer      | Sieger der Frauen | Sieger M U-18 | Sieger F U-18 | Sieger M U-15 | Sieger F U-15  | Sieger M U-12 |
| ------------------------------------- | -------------------------------- | ---------------------- | ----------------- | ------------- | ------------- | ------------- | -------------- | ------------- |
| European Open 2001                    | ?                                | Vereinigtes Königreich | Schweiz           | –             | –             | -             | -              | -             |
| Tchoukball-Europameisterschaften 2003 | Vereinigtes Königreich           | Vereinigtes Königreich | Schweiz           | –             | –             | -             | -              | -             |
| Tchoukball-Europameisterschaften 2006 | Magglingen (französisch Macolin) | Vereinigtes Königreich | Schweiz           | –             | –             | -             | -              | -             |
| Tchoukball-Europameisterschaften 2008 | Ústí nad Labem                   | Schweiz                | Schweiz           | Schweiz       | –             | -             | -              | -             |
| Tchoukball-Europameisterschaften 2010 | Hereford                         | Schweiz                | Schweiz           | –             | –             | -             | -              | -             |
| Tchoukball-Europameisterschaften 2014 | Radevormwald                     | Österreich             | Schweiz           | –             | –             | -             | -              | -             |
| Tchoukball-Europameisterschaften 2016 | Jičín                            | Österreich             | Schweiz           | Italien       | -             | Italien       | Österreich     | Tschechien    |
| Tchoukball-Europameisterschaften 2018 | Castellanza                      | Italien                | Italien           | Italien       | Italien       | Italien       | Großbritannien | Frankreich    |
| Tchoukball Europameisterschaften 2022 | Vereinigtes Königreich           | Italien                | Schweiz           | Schweiz       |               |               |                |               |

## Weitere Meisterschaften
| Jahr | Wettbewerb                              | Gastgeberland | Sieger der Männer | Sieger der Frauen | Sieger M U-18 | Sieger F U-18 |
| ---- | --------------------------------------- | ------------- | ----------------- | ----------------- | ------------- | ------------- |
| 2003 | Asian Tchoukball Championships          | Indien        | Taiwan            | Taiwan            | –             | –             |
| 2006 | Asian Tchoukball Championships          | Taiwan        | Taiwan            | Taiwan            | –             | –             |
| 2006 | South American Tchoukball Championships | Argentinien   | Brasilien         | Brasilien         | –             | –             |
| 2008 | Asian Tchoukball Championships          | Hongkong      | Taiwan            | Taiwan            | –             | –             |
| 2008 | South American Tchoukball Championships | Argentinien   | Brasilien         | Brasilien         | –             | –             |
| 2010 | Asia-Pacific Tchoukball Championships   | Singapur      | Taiwan            | Taiwan            | Taiwan        | Taiwan        |
| 2010 | African Tchoukball Championships        | Ghana         | Togo              | Senegal           | –             | Senegal       |
| 2010 | South American Tchoukball Championships | Brasilien     | Brasilien         | Brasilien         | –             | –             |